# Lozi (Volk)

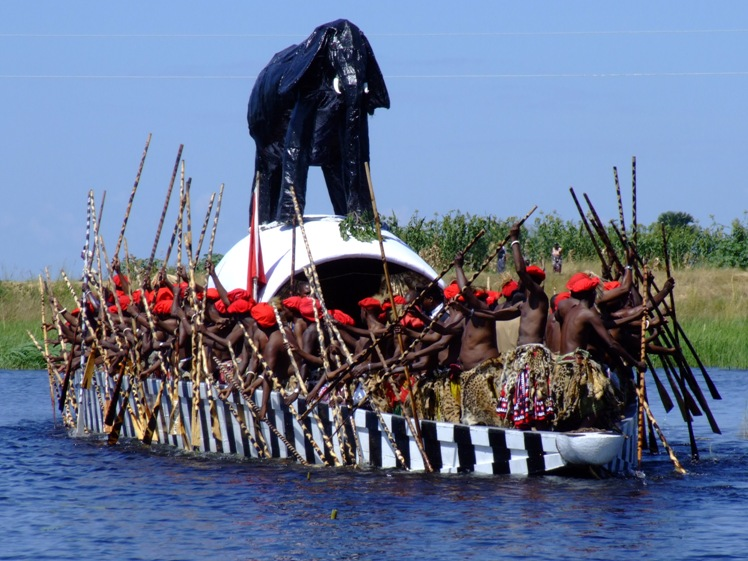
Lozi bei der Kuomboka-Zeremonie

Die Lozi, auch Lotse oder Rotse, sind ein Volk, das überwiegend in Sambia und in geringerem Maße in Angola und Namibia lebt. Sie sprechen siLozi. Es wanderte im 17. Jahrhundert als der Stamm Aalui aus dem Gebiet der heutigen Demokratischen Republik Kongo zu und lebte zunächst am Fluss Kabompo, 300 Kilometer nordöstlich ihres heutigen Siedlungsgebietes.
Dort leben noch heute Menschen dieses Volkes. Mitte des 19. Jahrhunderts wanderten einige von ihnen vom Kabompo an den Sambesi, wo sie 1864 die Makololo unterwerfen und das Königreich Barotse errichten konnten. Es ist nicht klar, ob sie selbst von den Makololo zeitweise unterworfen waren. Ihre staatliche Organisation bildete sich erst nach 1864 heraus. Sie besteht aus drei Ständen: den Mitgliedern des königlichen Hofes, die für die Einhaltung der Riten und die Annahme der Tribute unterworfener Stämme zuständig waren, die Gebietshäuptlinge, die als Richter und Tributbeamte vor Ort wirkten, und die Offiziere, die in unterworfenen Orten die Ordnung aufrechterhielten. Bleibende Konflikte gab es nur mit den Menschen am Kafue.
Eine Minderheit von Lozi siedelte sich in Ostangola an, in den Provinzen Moxico und Cuando. In Südwestafrika (später Namibia) richtete die Odendaal-Kommission 1972 nach den Grundmustern der südafrikanischen Apartheidpolitik ein Homeland für die Lozi ein, das 1976 einen Selbstverwaltungsstatus erhielt. Es wurde zunächst Ostcaprivi genannt, später in Lozi umbenannt. Mit der Erlangung der staatlichen Souveränität von Namibia im Jahr 1990 wurde es abgeschafft.
Die Lozi sind überwiegend Christen, üben aber auch eine traditionelle Religion aus, die einen in den Himmel entrückten Schöpfergott Nyambi kennt. Er zeigt sich als Sonne, seine Frau Nailele als Mond. Auf der Basis dieser Vorstellung entwickelte sich ihr Königtum.

## Bibliographie
- Gerald L. Caplan: The Elites of Barotseland 1878–1969: A Political History of Zambia’s Western Province. C. Hurst & Co., London, 1970 ISBN 0-900966-38-6
- A. D. Jalla: Litaba za Sicaba sa Malozi: History, Traditions and Legends of Barotseland. Produced for the use of the Colonial Office, African No. 1179, Second Edition, 1921. (in Lozi)